# ۶۳۸ (پیش از میلاد)
۶۳۸ (پیش از میلاد) ۶۳۸مین سال قبل از تقویم میلادی است.